# Bulbophyllum nemorosum
Bulbophyllum nemorosum là một loài phong lan thuộc chi Bulbophyllum.